# Озмате
Озмате (итал. Osmate) — коммуна в Италии, располагается в провинции Варесе области Ломбардия.
Население составляет 447 человек (2008 г.), плотность населения составляет 149 чел./км². Занимает площадь 3 км². Почтовый индекс — 21018. Телефонный код — 0331.
Покровителями коммуны почитаются святые Косма и Дамиан, целители безмездные, празднование 26 сентября.

## Демография
Динамика населения:

## Администрация коммуны
- Официальный сайт: http://www.comune.osmate.va.it